# Gore Obsessed
Gore Obsessed – ósmy album studyjny amerykańskiej grupy deathmetalowej Cannibal Corpse. Wydany został w 2002 roku nakładem Metal Blade Records.
Według danych z kwietnia 2002 album sprzedał się w nakładzie 13,974 egzemplarzy na terenie Stanów Zjednoczonych.

## Lista utworów
Opracowano na podstawie materiału źródłowego.
| Nr  | Tytuł utworu                   | Słowa             | Muzyka       | Długość |
| --- | ------------------------------ | ----------------- | ------------ | ------- |
| 1.  | „Savage Butchery”              | Alex Webster      | Jack Owen    | 1:50    |
| 2.  | „Hatchet to the Head”          | Paul Mazurkiewicz | Pat O’Brien  | 3:34    |
| 3.  | „Pit of Zombies”               | Alex Webster      | Jack Owen    | 3:58    |
| 4.  | „Dormant Bodies Bursting”      | Paul Mazurkiewicz | Jack Owen    | 2:00    |
| 5.  | „Compelled to Lacerate”        | Alex Webster      | Alex Webster | 3:29    |
| 6.  | „Drowning in Viscera”          | Paul Mazurkiewicz | Pat O’Brien  | 3:36    |
| 7.  | „Hung and Bled”                | Alex Webster      | Alex Webster | 4:13    |
| 8.  | „Sanded Faceless”              | Paul Mazurkiewicz | Pat O’Brien  | 3:51    |
| 9.  | „Mutation of the Cadaver”      | Alex Webster      | Alex Webster | 3:09    |
| 10. | „When Death Replaces Life”     | Paul Mazurkiewicz | Jack Owen    | 4:59    |
| 11. | „Grotesque”                    | Alex Webster      | Alex Webster | 3:42    |
| 12. | „No Remorse (cover Metalliki)” |                   |              | 6:16    |
|     |                                |                   |              | 44:37   |

## Twórcy
Opracowano na podstawie materiału źródłowego.

- George Fisher - śpiew
- Pat O’Brien - gitara rytmiczna, gitara prowadząca
- Jack Owen - gitara rytmiczna, gitara prowadząca
- Alex Webster - gitara basowa
- Paul Mazurkiewicz - perkusja
- Ramón Bretón - mastering
- Neil Kernon - miksowanie, produkcja muzyczna
- Justin Leeah - inżynieria dźwięku
- Vincent Locke - oprawa graficzna
- Alex McKnight - zdjęcia